# Distrito electoral de Richland IV
Richland IV (en inglés: Richland IV Precinct) es un distrito electoral ubicado en el condado de Sarpy en el estado estadounidense de Nebraska. En el Censo de 2010 tenía una población de 1454 habitantes y una densidad poblacional de 2.227,75 personas por km².

## Geografía
Richland IV se encuentra ubicado en las coordenadas 41°11′20″N 96°7′45″O / 41.18889, -96.12917. Según la Oficina del Censo de los Estados Unidos, Richland IV tiene una superficie total de 0.65 km², de la cual 0.65 km² corresponden a tierra firme y (0%) 0 km² es agua.

## Demografía
Según el censo de 2010, había 1454 personas residiendo en Richland IV. La densidad de población era de 2.227,75 hab./km². De los 1454 habitantes, Richland IV estaba compuesto por el 92.3% blancos, el 1.31% eran afroamericanos, el 0.34% eran amerindios, el 0.28% eran asiáticos, el 0.14% eran isleños del Pacífico, el 2.41% eran de otras razas y el 3.23% pertenecían a dos o más razas. Del total de la población el 6.4% eran hispanos o latinos de cualquier raza.